# Język karija
Język karija (inaczej: kariju, kaujawa, kerija, lipkawa, vinahe, wihe; nazwa oryginalna: vinahə) – język afroazjatycki z zachodniej gałęzi języków czadyjskich, używany w Nigerii (obszar Ganjuwa, stan Bauczi). Najbliżej spokrewniony z językami wardżi (północne bauczi, B.2) – wardżi, diri, dżimbin, tsagu (cziwogaj) i innymi. Posługuje się nim około 3800 osób (dane z 2017 roku).
Grupa etniczna nazywa się wihə (nazwa oryginalna) lub lipkawa.

## Liczba
| Rok  | Liczba mówiących |
| ---- | ---------------- |
| 1971 | 2200             |
| 1977 | 3000             |
| 1995 | 2000             |
| 2017 | 3800             |